# 동명동 (속초시)
동명동(東明洞)은 대한민국 강원특별자치도 속초시의 동이다.

## 개요
1963년 1월 1일 속초가 속초시로 승격되었을 때는 속초시 속초리 2구에 속했다. 1966년 1월 1일 동제실시로 속초시 동명동이 되었다. 동해 바닷가에서 떠오르는 햇빛이 밝아온다는 의미로 동명동(東明洞)이라고 명명되었다. 이 동은 법정동과 행정동이 속초시 내에서 유일하게 일치한다.
동명동은 영랑동 다음으로 오랜 역사를 가진 마을이다. 동명항은 비교적 큰 항포구로서 인근의 배들이 입출항을 하고 있으며 1978년부터 15년 동안 방파제를 축조하였다.
아울러 동명동은 속초의 관문 역할을 하는 동이다. 러시아와 중국을 해상으로 잇는 국제여객선터미널과 전국을 잇는 속초시외버스터미널 그리고 영금정과 등대 등의 관광 기반시설을 보유하고 있다. 싱싱한 자연산 활어를 맛볼 수 있는 횟집, 난전활어센터와 더불어 건어물이 항시 준비된 건어물상들을 고루 갖춘 관광자원과 먹거리타운이 있는 속초시내 중에서도 해양관광의 중심지로 발돋움하고 있다.

## 법정동
- 동명동

## 시설
- 동명등대
- 동명항
- KBS강릉 속초중계소